# Francesc Martínez Infante
Francesc Martínez Infante (Balaguer, 7 d'octubre de 1956) és un il·lustrador i escriptor de literatura infantil i juvenil català. Signa les seves creacions com a Francesc Infante i en algunes ocasions amb el pseudònim Paxuta i amb el nom col·lectiu Sire.
Va estudiar disseny gràfic a l'Escola Massana i es va llicenciar en Història de l'Art a la Universitat de Barcelona. Començà a treballar professionalment com a il·lustrador l'any 1982 i des de llavors col·labora habitualment en diverses editorials, diaris i revistes. La seva tasca com il·lustrador ha estat reconeguda amb la concessió de guardons com el premi Pinotxo de la Generalitat de Catalunya, el 1982; el Premio Nacional de Ilustración 1996 pels seus dibuixos al llibre El vestit nou de l'emperador (1995) i el Premi de Conte Infantil de l'Hospital de Sant Joan de Déu 1999 per les il·lustracions del llibre El segrest de la primavera, de Joan de Déu Prats, llibre pel qual fou inclòs en l'IBBY Honour List (Basilea, 2002).
Ha estat seleccionat per participar en diferents exposicions d'il·lustració a Espanya, Mèxic, Venècia (1987) i Bratislava (1988). Des de l'any 2008 alterna la seva feina d'il·lustrador amb la d'editor a l'Editorial Casals, on és director artístic i coordinador de les àrees de plàstica, dibuix tècnic i història de l'art.

## Obres destacades[1]

### Com a il·lustrador
- Històries de la prehistòria (1986), d'Alberto Moravia
- L'enigma Gaudí (1986)
- Elogi dels ocells (1988), de Josep Maria de Sagarra
- Felip Marlot, detectiu (1988), de Joaquim Carbó
- Naufragios de Tina Bloom (1990)
- Tin y Ton (1990)
- El otro oro de la ciudad (1992, amb guions d'Emilio Manzano)
- Zig i Zag (dins la revista Cavall Fort, mensual des del 1995).
- El vestit nou de l'emperador (1995), de Hans Christian Andersen
- Clotilde (2001)
- El segrest de la primavera (2002), de Joan de Déu Prats
- Un amic entre les estrelles (2003)
- El peixet d'or (1994)
- El nan belluguet (1996)
- Lohengrin (2002)
- La bombolla de sabó (2005)

### Com a escriptor
- Naufragios de Tina Boom (1990)
- Tin y Ton (1990)
- Un amic entre les estrelles (2003)